# مهدي سلمان
سلمان مهدي هو لاعب كرة سلة عراقي سابق. شارك في بطولة الرجال في دورة الألعاب الأولمبية الصيفية عام 1948.

## روابط خارجية
- مهدي سلمان على موقع سبورتس رفرنس (الإنجليزية)
- مهدي سلمان على موقع أوليمبيديا (الإنجليزية)